# 104Y busz (Pécs)
A pécsi 104Y jelzésű autóbusz az Uránváros és Hird, Harangláb utca között somogyi betéréssel közlekedik munkanapokon reggel.

## Története
2017. szeptember 1-jén 104Y jelzéssel új járatot indítottak.

## Útvonala
| Uránváros → Somogy → Hird, Harangláb utca | Hird, Harangláb utca → Somogy → Uránváros |
| --- | --- |
| Uránváros – Ürögi sor – Makay István út – Esztergár Lajos utca – Veress Endre utca – Mártírok útja – Szabadság utca – Indóház tér – Vasút utca – Kálvin utca – Ipar utca – Bajcsy-Zsilinszky utca – Rákóczi út – Rákóczi út – Zsolnay Vilmos utca – Pécsváradi út – Őrmezei út – Búzakalász utca – Somogy utca – forduló – Somogy utca – Pajtás utca – Búzakalász utca – Mázsaház utca – Szövetkezet utca – Hirdi út – Szövőgyár utca – forduló – Szövőgyár utca – Zengő utca – Harangláb utca – Hird, Harangláb utca | Hird, Harangláb utca – Harangláb utca – Zengő utca – Szövőgyár utca – forduló – Szövőgyár utca – Hirdi út – Szövetkezet utca – Mázsaház utca – Búzakalász utca – Pajtás utca – Somogy utca – forduló – Somogy utca – Búzakalász utca – Őrmezei út – Pécsváradi út – Zsolnay Vilmos utca – Rákóczi út – Rákóczi út – Szabadság utca – Mártírok útja – Veress Endre utca – Esztergár Lajos utca – Makay István út – Ürögi sor – Uránváros |

## Megállóhelyei
| 104Y (Uránváros – Hird, Harangláb utca) |                                 |          | |               |
| Perc (↓)                                | Megállóhely                     | Perc (↑) | Megállóhelyet érintő járatok | Létesítmények |
| 0                                       | Uránváros végállomás            | 56       | 1, 2, 2A, 2E, 4, 4Y, 21, 21A, 22, 23, 23Y, 24, 25, 25A, 26, 26A, 27, 27Y, 28, 28A, 28Y, 29, 102, 102Y, 104, 104A, 104E, 104Y, 107E, 121 · Helyközi autóbuszok                                                                                                 |               |
| 1                                       | Olympia Üzletház                | 54       | 1, 2, 2A, 2E, 4, 4Y, 21, 21A, 22, 23, 23Y, 24, 102, 102Y, 104, 104A, 104E, 104Y, 121 |               |
| 2                                       | Mecsek Áruház                   | 52       | 1, 2, 2A, 2E, 4, 4Y, 21, 21A, 22, 23, 23Y, 24, 102, 102Y, 104, 104A, 104E, 104Y, 121 · Helyközi autóbuszok |               |
| 4                                       | Szőnyi Ottó utca, rendelő       | 51       | 4, 4Y, 104, 104A, 104E, 104Y |               |
| 5                                       | Műjégpálya                      | 50       | 1, 4, 4Y, 55, 104, 104A, 104E, 104Y |               |
| 6                                       | Megyeri út                      | ∫        | 4, 4Y, 104, 104A, 104E, 104Y · Helyközi autóbuszok |               |
| ∫                                       | Sportcsarnok                    | 49       | 4, 4Y, 104, 104A, 104E, 104Y · Helyközi autóbuszok |               |
| 7                                       | Kandó Kálmán utca               | 48       | 4, 4Y, 104, 104A, 104E, 104Y |               |
| 9                                       | Rét utca                        | 47       | 4, 4Y, 104, 104A, 104E, 104Y · Helyközi autóbuszok |               |
| 10                                      | Főpályaudvar                    | 45       | 3, 3E, 4, 4Y, 6, 6E, 7, 7Y, 8, 13, 13E, 13Y, 14, 14Y, 15, 15A, 20, 30, 31, 32, 32Y, 33, 34, 34Y, 35, 35Y, 36, 37, 38, 38Y, 39, 40, 41, 41E, 41Y, 42, 42Y, 43, 44, 46, 47, 73, 73Y, 104, 104A, 104E, 104Y, 130, 130A, 140 · Helyközi autóbuszok · Főpályaudvar |               |
| 12                                      | Vásárcsarnok                    | 43       | 4, 4Y, 13, 13E, 13Y, 15, 15A, 30, 31, 32, 32Y, 33, 34Y, 35Y, 44, 46, 60, 60Y, 103, 104, 104A, 104E, 104Y, 109E, 130, 130A |               |
| 15                                      | Árkád                           | 41       | 2, 2A, 2E, 3, 3E, 4, 4Y, 6, 6E, 7, 7Y, 8, 13, 13E, 13Y, 14, 14Y, 15, 15A, 22, 23, 23Y, 24, 25, 26, 26A, 27, 27Y, 28, 28A, 28Y, 29, 30, 33, 38, 38Y, 39, 40, 60, 60Y, 73, 73Y, 102, 102Y, 103, 104, 104A, 104E, 104Y, 107E, 109E, 130, 130A, 140               |               |
| 18                                      | 48-as tér                       | 38       | 2, 2A, 2E, 4, 4Y, 13, 13E, 13Y, 14, 14Y, 15, 15A, 20, 21, 21A, 30Y, 60, 60A, 60Y, 102, 102Y, 104, 104A, 104E, 104Y, 121 · Helyközi autóbuszok · Pécs-Külváros                                                                                                 |               |
| 20                                      | Zsolnay Negyed                  | 36       | 2, 2A, 4, 4Y, 13, 13E, 13Y, 14, 14Y, 15, 15A, 20, 21, 21A, 30Y, 60, 60A, 60Y, 102, 102Y, 104, 104A, 104E, 104Y, 121 |               |
| 23                                      | Mohácsi út                      | 34       | 2, 2A, 4, 4Y, 13, 13E, 13Y, 14, 14Y, 15, 15A, 20, 21, 21A, 25, 26, 30Y, 60, 60A, 60Y, 102, 102Y, 104, 104A, 104E, 104Y, 121 · Helyközi autóbuszok |               |
| 24                                      | Gyárvárosi templom              | 32       | 2, 2A, 4, 4Y, 13, 13E, 13Y, 14, 14Y, 15, 15A, 25, 26, 26A, 30Y, 60, 60A, 60Y, 102, 102Y, 104, 104A, 104E, 104Y |               |
| 26                                      | Budai Állomás                   | 30       | 2, 2A, 2E, 4, 4Y, 12, 13, 13E, 13Y, 14, 14Y, 15, 15A, 16, 25, 26, 26A, 30Y, 60, 60A, 60Y, 102, 102Y, 104, 104A, 104E, 104Y · Helyközi autóbuszok |               |
| 28                                      | Andrássy út                     | 28       | 13, 13Y, 14, 14Y, 15, 15A, 25, 26, 60A, 102, 102Y, 104, 104A, 104Y |               |
| 29                                      | Eperfás út                      | 27       | 13, 13E, 13Y, 14, 14Y, 15, 15A, 25, 26, 60A, 102, 102Y, 104, 104A, 104E, 104Y · Helyközi autóbuszok |               |
| 30                                      | Danitz puszta                   | 26       | 13, 13Y, 14, 14Y, 15, 15A, 25, 26, 60A, 102, 102Y, 104, 104A, 104Y |               |
| 31                                      | Ördögárok                       | 25       | 13, 13Y, 14, 14Y, 15, 15A, 25, 26, 60A, 102, 102Y, 104, 104A, 104Y |               |
| 33                                      | Murom                           | 23       | 13, 13E, 13Y, 14, 14Y, 15, 15A, 25, 26, 60A, 102, 102Y, 104, 104A, 104E, 104Y · Helyközi autóbuszok |               |
| 34                                      | Őrmezei út, Szödrös             | 22       | 13, 13Y, 14, 14Y, 15, 15A, 25, 26, 60A, 102, 102Y, 104, 104A, 104Y |               |
| 35                                      | Somogyi temető                  | 21       | 13, 13Y, 14, 14Y, 15, 15A, 25, 26, 60A, 102, 102Y, 104, 104A, 104Y |               |
| 36                                      | Somogyi templom                 | 20       | 13, 13Y, 14, 14Y, 15, 15A, 25, 26, 60A, 102, 102Y, 104, 104A, 104Y |               |
| 37                                      | Somogy utca                     | 19       | 13Y, 14Y, 15, 15A, 25, 26, 82, 102Y, 104, 104Y |               |
| 38                                      | Somogy                          | 17       | 13Y, 14Y, 15, 15A, 25, 26, 82, 102Y, 104, 104Y |               |
| 40                                      | Somogy utca                     | 16       | 13Y, 14Y, 15, 15A, 25, 26, 82, 102Y, 104, 104Y |               |
| ∫                                       | Somogyi templom                 | 15       | 13, 13Y, 14, 14Y, 15, 15A, 25, 26, 60A, 102, 102Y, 104, 104A, 104Y |               |
| 41                                      | Somogyi templom                 | 14       | 13, 13Y, 14, 14Y, 15, 15A, 25, 26, 60A, 102, 102Y, 104, 104A, 104Y |               |
| 43                                      | Máladó utca                     | 13       | 13, 13Y, 14, 14Y, 60A, 82, 102, 102Y, 104, 104A, 104Y |               |
| 44                                      | Gabona utca                     | 12       | 13, 13Y, 14, 14Y, 60A, 82, 102, 102Y, 104, 104A, 104Y |               |
| 45                                      | Vashíd                          | 11       | 13, 13Y, 14, 14Y, 60A, 82, 102, 102Y, 104, 104A, 104Y |               |
| 46                                      | Vasasi temető                   | 10       | 13, 13Y, 14, 14Y, 60A, 82, 102, 102Y, 104, 104A, 104Y |               |
| 48                                      | Kerékhegy                       | 9        | 13, 13Y, 60A, 104A, 104Y |               |
| 50                                      | Hirdi út                        | 7        | 13, 13E, 13Y, 60A, 104A, 104E, 104Y |               |
| 52                                      | Szövőgyár utca                  | 4        | 13, 13E, 13Y, 60A, 104A, 104E, 104Y |               |
| 54                                      | Zengő utca                      | 3        | 13, 13E, 13Y, 60A, 104A, 104E, 104Y |               |
| 55                                      | Hadik András utca               | 1        | 13, 13E, 13Y, 60A, 104A, 104E, 104Y |               |
| 56                                      | Hird, Harangláb utca végállomás | 0        | 13, 13E, 13Y, 60A, 104A, 104E, 104Y |               |